# وليام بوفوم
وليام بوفوم (William Burnside Buffum) دبلوماسي وسفير أمريكي سابق. ولد في العام 1921 وتوفي في العام 2012.

## السيرة
ولد السفير بوفوم في بينغهامتون، نيويورك في 10 سبتمبر 1921، وخدم في جيش الولايات المتحدة أثناء الحرب العالمية الثانية. انضم في وقت لاحق إلى الخدمة الخارجية. في عام 1970، رشحه رئيس الولايات المتحدة ريتشارد نيكسون كسفير لأمريكا في لبنان وظل في هذا المنصب حتى عام 1974. ثم رشحه نيكسون مرة أخرى لمنصب مساعد وزير الخارجية لشؤون المنظمات الدولية.
توفي وليام بوفوم في 13 أبريل 2012 في منزله في جزيرة هاواي.

## وصلات خارجية
- وليام بوفوم على موقع مونزينجر (الألمانية)
- وليام بوفوم على موقع إن إن دي بي (الإنجليزية)